# Peasăcevo, Haskovo
Peasăcevo (în bulgară Пясъчево) este un sat în comuna Simeonovgrad, regiunea Haskovo,  Bulgaria. 

## Demografie
Componența etnică a satului Peasăcevo
     Nicio identificare (6,08%)
     Bulgari (93,91%)
     Altele (0%)
La recensământul din 2011, populația satului Peasăcevo era de 115 locuitori. Din punct de vedere etnic, majoritatea locuitorilor (93,91%) erau bulgari. Pentru 6,08% din locuitori nu este cunoscută apartenența etnică.